# AIM-7 Sparrow
El míssil AIM-7 Sparrow és un míssil aire-aire de mitjà abast i guiatge per radar dissenyat per la força aèria dels Estats Units d'Amèrica, utilitzat sobretot en caces de reacció. És un dels míssils aire-aire més utilitzats per les forces aèries occidentals tot i que actualment està en procés de ser retirat en favor de l'AIM-120 AMRAAM o l'IRIS-T.